# Пульський кінофестиваль
Пульський кінофестиваль (хорв. Festival igranog filma u Puli) — кінофестиваль, який проходить щорічно з 1954 року в місті Пула (Хорватія), в пам'ятці історії та архітектури — давньоримському амфітеатрі. Нагорода «Золота Арена» є головною національною кінопремією країни. З моменту заснування і до 1991 року мав назву Фестиваль югославського фільму (серб. Фестивал југословенског филма) і був центральною подією югославської кіноіндустрії. Скасований через розпад країни, відновлений 1992 року як хорватський національний фестиваль.

## Історія розвитку
Фестиваль засновано в 1954 році. 1958 року отримав нову назву — Югославський кінофестиваль, а в 1961 році — Югославський кінофестиваль в Пулі. Беззмінний лідер соціалістичної Югославії Йосип Броз Тіто був великим шанувальником кінематографу і часто відвідував конкурсні покази. Завдячуючи його підтримці та патронату дуже скоро цей щорічний захід став найважливішою національною кінематографічною подією в СФРЮ та отримав міжнародне визнання.
23 липня 1991 року повинен був стартувати черговий конкурс, але вже після ранкових переглядів організатори скасували захід на знак протесту проти ескалації насильства в протистоянні сербських та хорватських націоналістів. Спалахнула війна в Хорватії і розпад Югославії. Через рік конкурс був відновлений і перейменований на Пульський кінофестиваль. Програма була присвячена виключно хорватським стрічкам. У 1995 році огляд став називатися Фестиваль хорватського фільму, щоби підкреслити національний характер заходу. Але кіноіндустрія країни виявилась недостатньо продуктивною. Аби уникнути браку конкурсантів, у 2001 році до показу були допущені іноземні картини. З цього часу Фестиваль хорватського та європейського фільму знову вийшов на міжнародний рівень і став пропонувати глядачам і журі програму хорватських фільмів, міжнародну програму, а також багато тематичних ретроспектив.

## Конкурси та нагороди
Національна програма включає такі категорії:
- Велика Золота Арена за найкращий фільм;
- Золота Арена за найкращу режисуру;
- Золота Арена за найкращий сценарій;
- Золота Арена найкращій акторці в головній ролі;
- Золота Арена найкращому актору в головній ролі;
- Золота Арена акторці другого плану;
- Золота Арена актору другого плану;
- Золота Арена за роботу оператора;
- Золота Арена за монтаж;
- Золота Арена за музику до фільму;
- Золота Арена за сценографію;
- Золота Арена за найкращий дизайн костюмів.

Міжнародний конкурс включає такі категорії:
- Золота Арена за найкращий фільм;
- Золота Арена за найкращу режисуру;
- Золота Арена за найкращу роль.

Інші категорії та призи:
- «Золота Береза» за найкращий дебют в одній з вище перелічених категорій;
- «Золоті ворота Пули» — приз глядацьких симпатій за найкращий фільм на думку аудиторії;
- приз «Октавіан» — премія хорватського товариства кінокритиків за найкращий фільм.

У різні роки відбувалися вручення і за іншими номінаціями: грим, спецефекти тощо.